# Teofilatto Rangabe
Teofilatto Rangabe (in greco Θεοφύλακτος, ὁ τοῦ Ῥαγγαβέ?; fl. VIII secolo) è stato un ammiraglio bizantino e padre dell'imperatore Michele I Rangabe.
Nel 780 partecipò ad un colpo di Stato per deporre la reggente Irene d'Atene e incoronare imperatore Niceforo, il figlio maggiore di Costantino V (r. 741–775). In quegli anni ricopriva la carica di drungarios (ammiraglio) del Dodekanesos, all'incirca nel Mar Egeo meridionale. Dopo che la reggente Irene scoprì il piano, fece torturare, tonsurare e bandire i cospiratori, tra cui anche Teofilatto.